# Jean-Michel Michaud
Jean-Michael Michaud (ur. 19 kwietnia 1975) – martynikański piłkarz występujący na pozycji pomocnika. Zawodnik klubu AS Samaritaine.

## Kariera klubowa
W trakcie kariery Michaud grał w zespole AS Samaritaine.

## Kariera reprezentacyjna
W reprezentacji Martyniki Michaud zadebiutował w 2003 roku. W tym samym roku został powołany do kadry na Złoty Puchar CONCACAF. Zagrał na nim w meczach ze Stanami Zjednoczonymi (0:2) i Salwadorem (0:1), a Martynika zakończyła turniej na fazie grupowej.